# Faro de los Cayos de Pedro
El Faro de los Cayos Pedro (en inglés: Pedro Cays Lighthouse) es un faro encendido 60 millas (97 km) al sur de la isla caribeña de Jamaica en el lado norte del Cayo Noreste (Northeast Cay, o bien Top Cay) en los Cayos de Pedro. Los Cayos son administrativamente parte de Kingston, Jamaica. Es mantenido por la Autoridad Portuaria de Jamaica (Port Authority of Jamaica), una agencia del Ministerio de Transporte y Obras Públicas. 